# Кралево (городское поселение)
Кралево (серб. Град Краљево) — городское поселение в Сербии, входит в Рашский округ.
Население городского поселения составляет 119 994 человека (2007 год), плотность населения составляет 78 чел./км². Занимаемая площадь — 1530 км², из них 46,9 % используется в промышленных целях.
Административный центр городского поселения — город Кралево. Городское поселение Кралево состоит из 92 населённых пунктов, средняя площадь населённого пункта — 16,6 км².

## Галерея

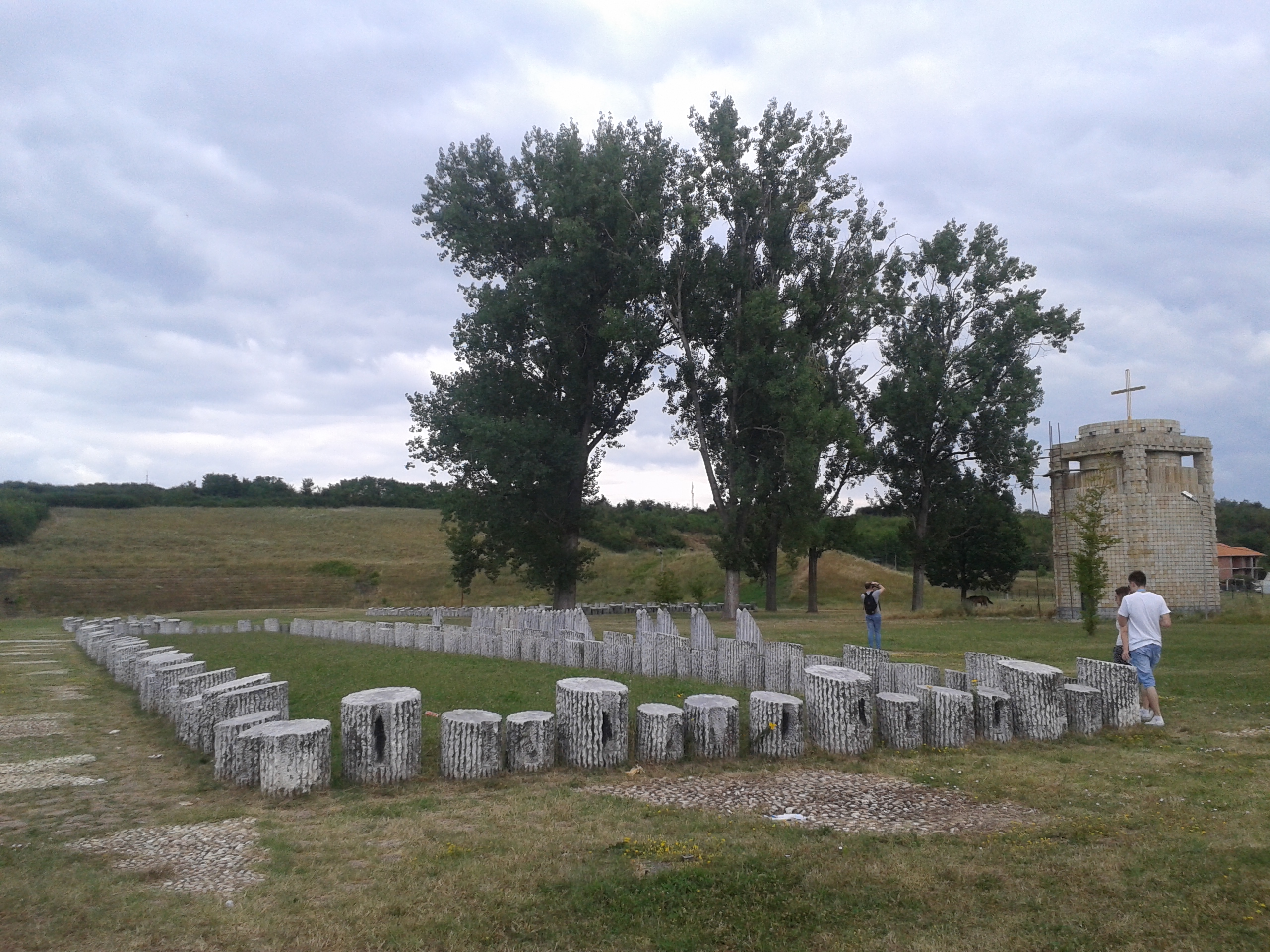
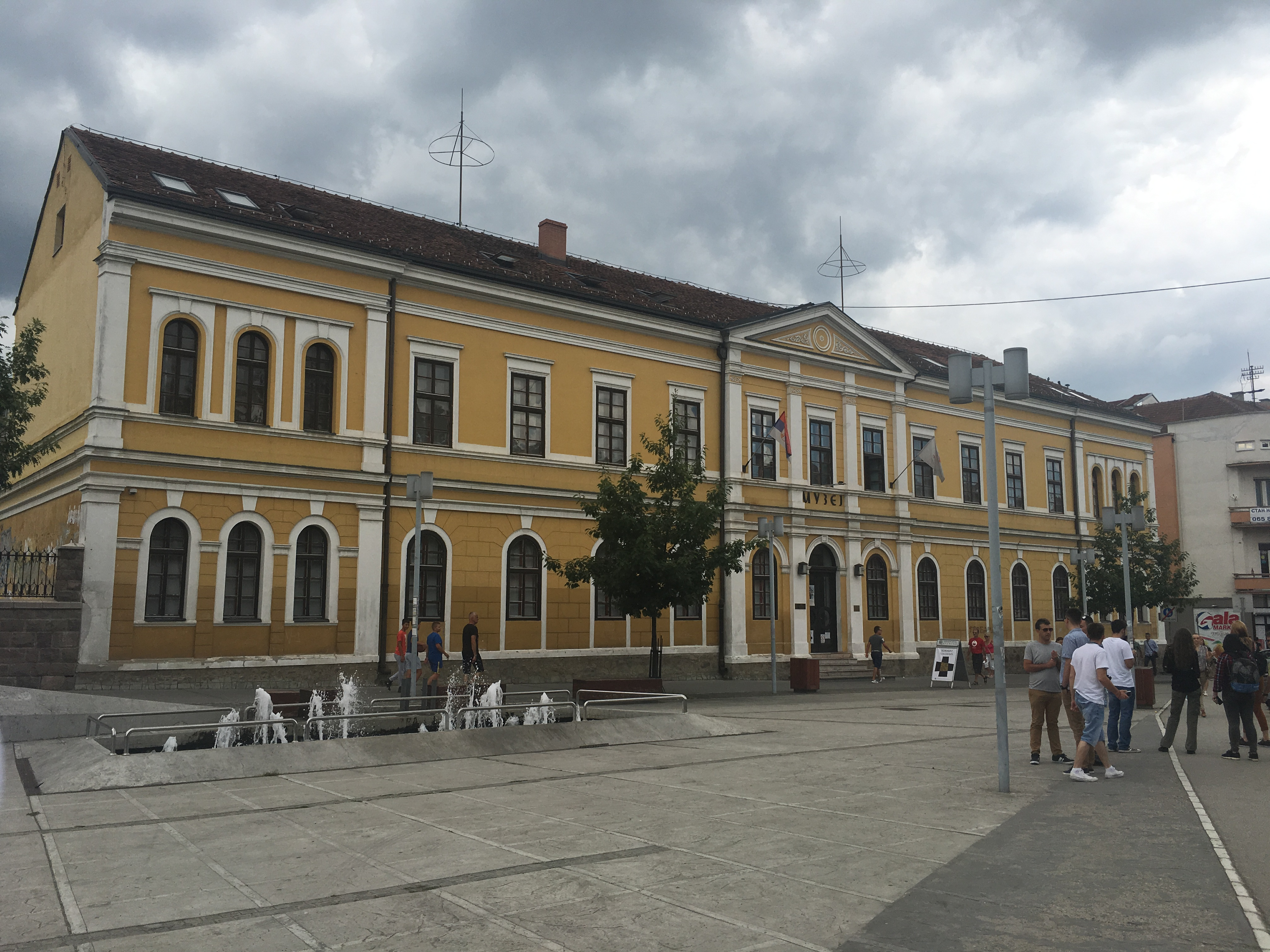
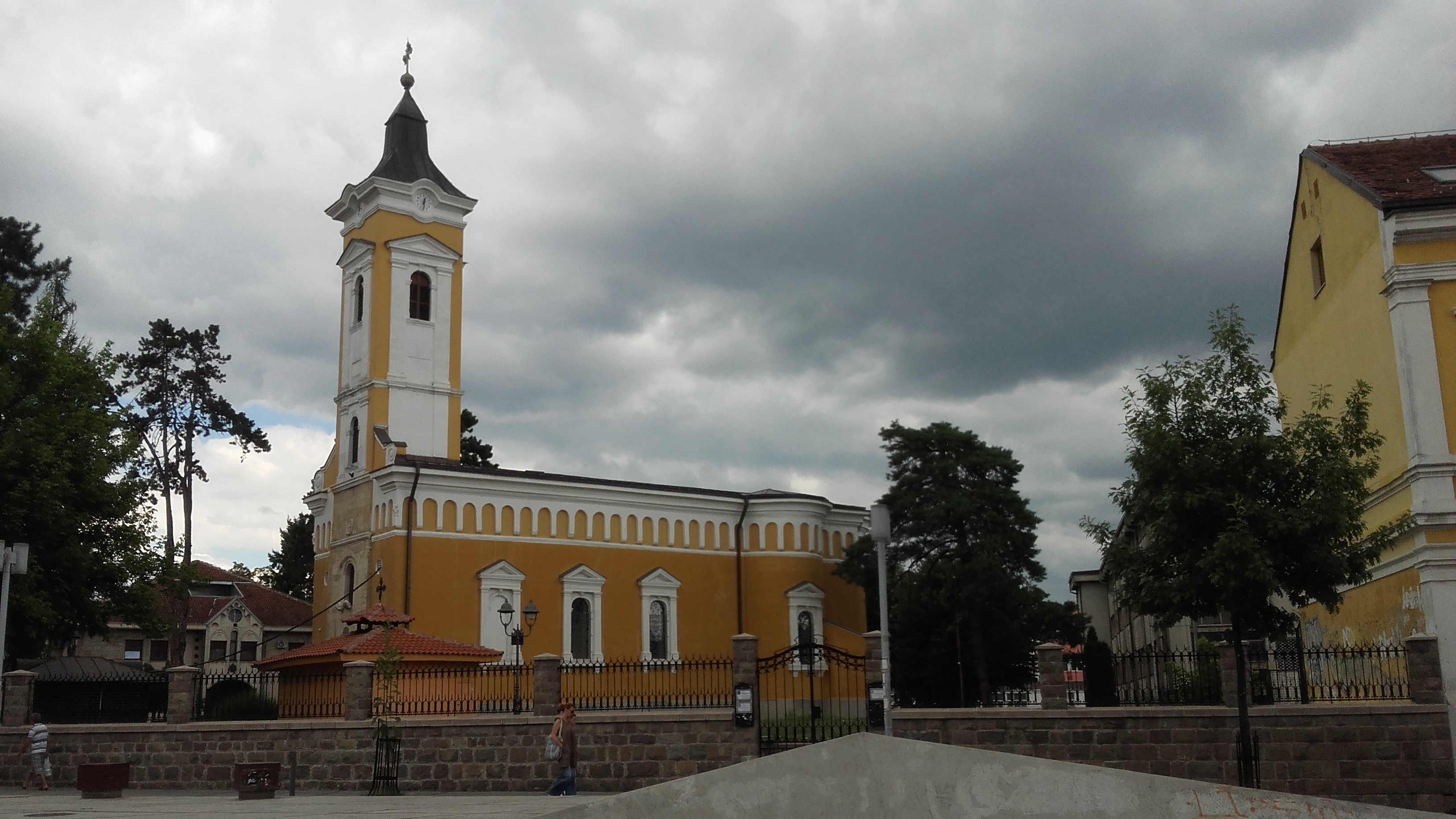

## Статистика населения
| Год  | Население, чел. |
| ---- | --------------- |
| 1991 | 123 349         |
| 2001 | 122 074         |
| 2002 | 121 609         |
| 2003 | 121 225         |
| 2004 | 120 971         |
| 2005 | 120 625         |
| 2006 | 120 304         |
| 2007 | 119 994         |